# 凯斯霍芬
凯斯霍芬是德国莱茵兰-普法尔茨州的一个市镇。总面积8.82平方公里，总人口697人，其中男性346人，女性351人（2011年12月31日），人口密度79人/平方公里。